# منتخب هولندا للكريكت للسيدات
منتخب هولندا للكريكت للسيدات هو ممثل هولندا الرسمي في المنافسات الدولية في الكريكت للسيدات
.